# Авъл Дидий Гал
Вижте пояснителната страница за други личности с името Авъл Дидий Гал.
Авъл Дидий Гал (на латински: Aulus Didius Gallus) e римски сенатор и военачалник през 1 век.
На един надпис в Олимпия  на жертвоприношение от Дидий Гал са изредени отчасти неговите служби.
По времето на император Тиберий Дидий Гал e квестор (вероятно през19 г.). Преди 36 г. той e проконсул на Сицилия и е в колегията на Quindecimviri sacris faciundis.
През 39 г. Дидий Гал e суфектконсул. От 38 до 49 г. той e curator aquarum.  На един запазен надпис върху камък (cippus) се казва, че е работил с други двама колеги, Тит Рубрий Непот и Марк Корнелий Фирм, на акведуктите Аква Марция, Аква Тепула и Аква Юлия.
Когато император Клавдий през 43 г. започва инвазията в Британия, Дидий Гал го придружава като легат.
Дидий Гал е през 44/45 г. управител на Мизия и се намесва във владетелската борба в Боспорското царство, като сваля цар Митридат и дава властта на по-малкия му брат Котис I през 45 г. Вероятно за тези му успехи той получава Триумфалните ornamenti.
Между 49 и 52 г. той e проконсул на Азия или Африка. След смъртта на Публий Осторий Скапула Дидий Гал става през 52 г. управител на Британия. Там той потушава през 52 г. бързо бунта на силурите.
Дидий Гал помага на царицата на бригантите Картимандуа в борбата за трона със съпруга ѝ Венуций, като ѝ изпраща в помощ легион с командир Цезий Назика и спасява нейния трон.
Той осигурява спечелената територия в Британия и строи пътища и крепости на границите. Квинт Вераний сменя през 57 г. вече остарелия Дидий Гал като управител на Британия.
Авъл Дидий Гал Фабриций Вейентон, който по времето на император Нерон e претор и по времето на Флавиите три пъти консул, e вероятно негов син или внук.